# 三合星

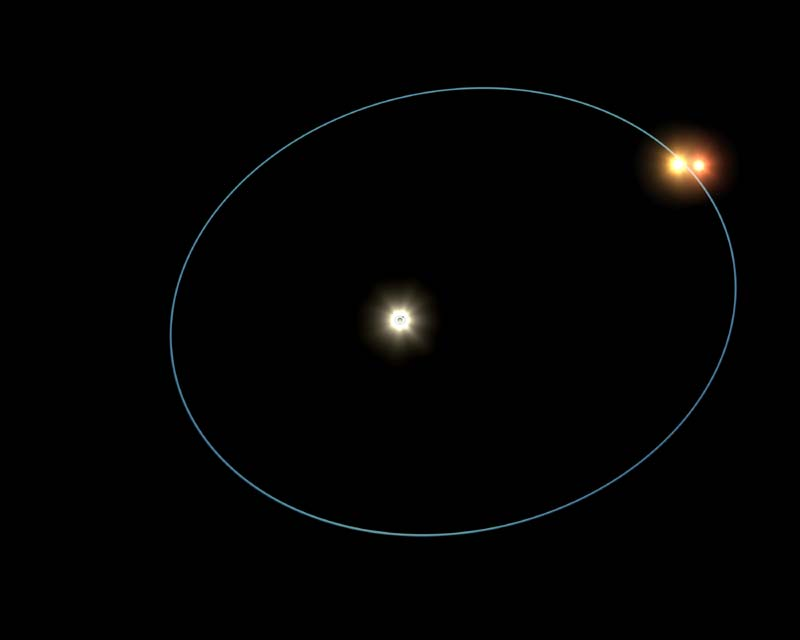
畫家畫下的三合星系統。

三合星是指三顆恆星組成的聚星系統，這三顆恆星以引力互相維繫，很多時光度相差很大。
現時物理學上還未有準確方法去計算三合星體系的引力關係。

## 典型三合星
- 南門二（半人馬座α星），此系統其中一顆就是比鄰星。
- 勾陳一（小熊座α星）
- 北河二（雙子座α星）

## 外部連結
- 南門二三合星系統，香港太空館「星星問」，2005年2月28日